# Žít
Žít (japonsky 生きる Ikiru) je japonský film, který režíroval Akira Kurosawa v roce 1952. Jde o drama, v němž se hlavní hrdina snaží smysluplně vyrovnat s faktem, že mu zbývá pouze půl roku života.